# Christian Gottfried Nestler
Christian Gottfried Nestler (o: Chrétien Géofroy) (* 1 de marzo de 1778 , Estrasburgo - † 2 de octubre de 1832) fue un Profesor de Botánica y de Farmacia en Estrasburgo.
Se desempeñó como boticario militar en Elsass de 1806 a 1810. Estudió en París siendo estudiante de Louis C. Richard. Mantuvo correspondencia con Johann Bartholomäus Trommsdorff.
En 1830 descubre el musgo Trichostomum viridulum en la familia Pottiaceae.

## Honores

### Epónimos
Kurt Sprengel lo honra en el género sudafricano Nestlera Spreng. (de la tribu Gnaphalieae).

## Algunas publicaciones
- Monographia de Potentilla præmissis nonnullis observationibus circa familiam Rosacearum. 1816
- Index plantarum quae in horto Academ. Argentinensi anno 1817 viguerunt; F.G. Levrault, 1818
- Discours prononcé à la faculté de médecine à l'occasion de sa rentrée, le onze décembre 1828; Levrault F.G, 1829
- Notice sur le Sedum repens; 1830
- Discours prononcés sur la tombe de M. C. G. Nestler, professeur ... décédé le 2 octobre 1832

- Catalogue des livres de feu M. Chrétien Nestler ...: la vente aura lieu, le 9 avril 1833, et jours suivans, à quatre heures de relevée, Grand'rue no. 7; mit M. Piton; Imprimerie de Mme Ve Silbermann, 1833
- Index alphabeticus: generum, specierum et synonymorum; 1843; con Jean-Baptiste Mougeot y Wilhelm-Philippe Schimper
- Stirpes cryptogamæ vogeso-rhenanæ: quas in Rheni superioris inferiorisque, nec non Vogesorum præfecturis; 1854; por Mougeot y Schimper

- La abreviatura «Nestl.» se emplea para indicar a Christian Gottfried Nestler como autoridad en la descripción y clasificación científica de los vegetales.[3]